# Rostocker Schweiz
Die Rostocker Schweiz ist eine Endmoränenlandschaft und Teil des Naturschutzgebiets Kösterbeck. Sie liegt südöstlich von Rostock im Landkreis Rostock.

## Geografie
Zum größten Teil liegt die Rostocker Schweiz auf dem Gebiet der Gemeinde Roggentin. Für die küstennahe Lage ist das Gebiet sehr hügelig. Daher rührt der Name Rostocker Schweiz. Die Kösterbeck ist ein kleiner Fluss, der in einem tiefen Einschnitt verläuft und die Höhenunterschiede so besonders ausgeprägt erscheinen lässt. Zum Einzugsgebiet der Kösterbeck gehören zusammenhängende Bruchwälder sowie artenreiche Quellmoore,
Bachröhrichte und Feuchtwiesen. Das Tal der Kösterbeck liegt zwei Meter über dem Meeresspiegel, die höchste Erhebung ist 66 Meter hoch. Sie hat mehrfach ihren Namen gewechselt: Aus der Zeit vor 1900 ist der Name Bäukenbarg (Buchenberg) überliefert, im Deutschen Reich wurde sie Kaiserberg und seit DDR-Zeiten Freundschaftshöhe genannt.

## Besiedelung
Dieses Gebiet war bereits zu slawischen Zeiten (800–1000) dicht besiedelt. Davon zeugt ein gut erhaltener slawischer Burgwall bei Fresendorf (Schlossberg) sowie ein benachbartes Hügelgrab. Seit dem ausgehenden Mittelalter ist dieses Gebiet weitgehend waldfrei und wurde über Jahrhunderte als Weide genutzt. Durch die fortwährende Beweidung wurde die Landschaft offen gehalten. Es kam zur Vergesellschaftung vorwiegend licht- und wärmebedürftiger, trockenheitsliebender und weidefester Pflanzenarten und einer entsprechend angepassten Tierwelt. Heute liegen am Rande des Gebietes die Roggentiner Ortsteile Unterkösterbeck (im Tal der Kösterbeck), Oberkösterbeck, Fresendorf und der Dummerstorfer Ortsteil Beselin.

## Sonstiges
Früher konnte man hier von einem Aussichtsturm aus Rostock und seine Umgebung, an schönen Tagen sogar bis Warnemünde, beobachten. In der Rostocker Schweiz befand sich früher der nördlichste Skilift der DDR. Überreste des Schlepplifts können heute noch zwischen Unterkösterbeck und Beselin gefunden werden. Im Gebiet der Rostocker Schweiz wachsen die inzwischen seltenen Trollblumen.